# FFL Mimosa (K11)
«Мімоза» (англ. FFL Mimosa (K11) — військовий корабель, корвет типу «Флавер» спочатку Королівського військово-морського флоту Великої Британії, а з вересня 1941 року військово-морських сил Вільної Франції в роки Другої світової війни.

## Історія служби
Корвет «Мімоза» був закладений 22 квітня 1940 року на верфі компанії Charles Hill & Sons Ltd у Бристолі, як HMS Mimose (K11). 18 січня 1941 року він був спущений на воду, й 11 травня 1941 року був уведений до складу Королівських ВМС Великої Британії та незабаром переданий до складу військово-морських сил Вільної Франції.
У грудні 1941 року підводний човен «Сюркуф» доставив французького адмірала флоту Вільної Франції Еміля Музельє до міста Квебек. Поки адмірал знаходився в Оттаві, домовляючись з канадським урядом, до капітана «Сюркуфа» підійшов репортер газети The New York Times Айра Вольферт і розпитав про чутки, що підводний човен братиме участь у звільненні для Вільної Франції островів Сен-П'єр і Мікелон. Вольферт супроводжував підводний човен до Галіфаксу, де 20 грудня вони приєдналися до французьких корветів «Мімози», «Аконіту» та «Аліс», які 24 грудня без опору здобули контроль над островами для Вільної Франції.
9 червня 1942 року корвет Вільної Франції «Мімоза» був торпедований U-124 (капітан-лейтенант Йоганн Мор) під час супроводу ним конвою ONS 100. В результаті ураження торпедою корабель затонув протягом трьох хвилин після того, як його котли вибухнули на відстані близько 600 миль на південний схід від мису Прощання. Загинув командир, 60 французьких моряків і шість британських моряків, включаючи офіцера зв'язку. Чотири вцілілі французькі моряки були підібрані канадським есмінцем «Ассінібойн».